# 陳嘉君 (社運人士)
施陳嘉君（1968年2月18日—），台灣人權工作者、歷史研究者，長期關注台灣白色恐怖歷史檔案開放問題，出生於台中市，是已故台灣政治家施明德的最後一任配偶，兩人育有二女施蜜娜和施笳。现為施明德文化基金會董事長。
美麗島事件後，僅是幼年時期的陳嘉君已開始隨父到各地當時被稱作「黨外運動」的野台演講，而後開始接觸大量的黨外雜誌。畢業於東吳大學社會學系，後赴法國巴黎第五大學攻讀文化社會學，取得碩士學位。

## 生平

### 野百合學運
野百合學運時提出之主要訴求為「解散國民大會」、「廢除臨時條款」、「召開國是會議、「政經改革時間表」等，為政府遷台後規模最大的一次學生抗議行動。當時，陳嘉君為決策小組成員，是學運的核心份子。在2011年《壹週刊》的專訪當中，她這麼說：「我總是在打不可能的戰爭，九○年三月學運，我同學跑到中正廟去坐，我到現場時才二十五人，我說二十五人要叫老賊下台嗎？他們說：『不然怎麼辦？原先只有兩個人。』我們一路走來還是把事情完成了。總要有人願意去跨出這一步。」野百合學運對台灣的民主運動有著相當程度之影響，在學運之後，時任總統的李登輝先生召開國是會議，並於1991年廢除《動員戡亂臨時條款》、結束「萬年國會」，台灣的民主化進入新的階段。

### 紅衫軍運動
2006年8月11日，施明德先生決定發起「百萬人民倒扁運動」，只要達到百萬人參與，即發動群眾在總統府前靜坐，而後陸續召開記者會、舉辦靜坐試坐活動。2006年9月9日為第一天活動、靜坐首日，共計有數十萬人參與其中；9月10日，陳嘉君到場支持並表示：「我也是百萬人之一啊！」 對於當時剛動完手術的施明德先生之身體健康問題，她認為「做對的事，身體自然就會好！」 對陳嘉君來說，她不擔心施明德，因為她信賴施的決定，更信奉「做自己認為對的事情，都是有益健康」的信念，所以完全尊重施明德選擇，而她只要好好照顧女兒，讓女兒了解父親為台灣付出的一生。 

### 成立「施塾」
對於兩個女兒的教育，陳嘉君和施明德先生看法相同，成立了「施塾」，施明德先生接受訪問時曾說：「我這兩個小孩，已經有兩年多不到學校念書了，都在家自學，念『施塾』。我太太對台灣的教材非常不滿意，認為跟不上時代，而且很多是不需要的。這個事情我和我太太看法是一致的。我們教育小孩，不告訴她們學什麼，將來會賺很多錢這些，我們希望培養小孩有冒險犯難的精神，有獨立思考、判斷的能力，堅定的信仰、一種非常清晰的價值觀。我常跟小孩講，做任何事情，你要追求的、堅持的是價值，而不是價格，生命的意義就是堅持信仰，敢為你的信仰去奮鬥。我不教我的小孩做那種唯唯諾諾的人，她們都很敢於表達她們的立場。」 

### 抗議政府美化汪希苓
1985年，時任軍情局局長的汪希苓因下令「制裁」《蔣經國傳》的作者劉宜良（筆名江南），而被羈押於1970年所建立的「軍事情報看守所」，今景美人權文化園區內的「汪希苓軟禁區」即是在此時建立。 2009年12月10日國際人權日，景美人權文化園區推出系列活動，其中藝術家游文富在汪希苓軟禁區，創作地景藝術作品《牆外》。 游文富的作品《牆外》，是圍繞著汪希苓軟禁區進行，以數萬根染白的竹籤插入泥土，包圍著軟禁區，形成一片蒼茫之景象，並且有著由保麗龍製作的白鴿成群低飛而上，此作品由文建會補助八十萬元完成。 當時游文富表示，他的作品直接跟歷史建物對話，並且創作過程謹慎，避免任何意識形態之立場，完全由藝術出發，以他熟悉的竹媒材凸顯牆內、牆外的對比性。
2009年12月10日國際人權日當天，陳嘉君亦到場參觀景美人權文化園區，她認為政府出錢邀請游文富完成的裝置藝術，是榮耀策畫江南案的前軍情局局長汪希苓，是對政治受難者與其家屬的再度傷害。
陳嘉君於2009年12月12日投書＜給馬總統的公開信＞於《中國時報》，而馬英九總統在景美人權文化園區的開幕典禮上表示，政府對於此類議題及家屬感受依然無法充分了解，必須更審慎、更細膩，並且對過去為民主付出、遭受牢獄之災的政治受難者鞠躬致歉。
2010年2月1日，游文富出面表示，願提前撤展並邀請社會大眾及受難者與其家屬們共同參與拆除。 2010年2月24日，游文富與政治受難者一同拆除《牆外》，並說明希望昇華作品的意義，對於未瞭解政治受難者與其家屬的生命經驗和傷痛，以及因作品設置問題引發傷痕歷史、轉型正義等爭議問題，他向社會大眾致歉。 事件之後，陳嘉君向監察院陳情，質疑王壽來、朱瑞皓及前文建會主委黃碧端等人，以所謂「裝置藝術」紀念恐怖暗殺策畫者汪希苓，故意扭曲立事真相、侵害政治受難者及家屬的人性尊嚴，要求彈劾相關失職人員。2010年3月2日，監察院以「未審慎規畫辦理，以致引起社會重大爭議」，王壽來與朱瑞皓顯有嚴重失職，已不適任現職，實有啟動急速處分、調離現職之必要，通過糾舉提案，移送文建會處理。 

### 參選不分區立委
2011年12月11日，台灣國民會議舉辦宣布政黨成立記者會，其參選宣言說道：「遺憾得很，在幫派火拼的戰火中，我們也許很難當選，不過沒有關係，因為那並不是我們想做的事。我們並不想要奪取權力，我們也沒有要統治任何人。如果可能的話，我們只想點燃熱情鼓舞大家，我們要向那些還聽得見我們聲音的人說：『千萬不要絕望啊！』」 當天也向各界推介區域立委及不分區立委候選人，陳嘉君即為不分區立委名單的其中一人。提出外勞薪資與本勞脫鉤，開放家庭幫傭、同性婚姻合法化、大麻合法化等前進議題。

### 揭開「泰源事件」檔案
為支持兩個女兒的「掘墳」計畫，前往檔案管理局揭開塵封40多年的泰源事件部分檔案，也為台灣轉型正義的檔案開放努力。
二二八事件、美麗島事件及其他動員戡亂時期時所發生的政治案件，許多資料已在檔案局歸檔，但是政治受難者及其家屬，或是學者，在申請閱覽相關檔案及卷證時，往往因個資法等規定，只能拿到資訊被遮掩的資料。2012年9月11日，民進黨立委尤美女召開「二二八事件及動員戡亂時期政治檔案法草案」公聽會，希望訂定特別專法，鬆綁政治檔案，對此，陳嘉君持反對的意見。她認為，現行的檔案法足以讓年限超過三十年的政治檔案解密、鬆綁，但根據她多年赴檔管局申請檔案之經驗，檔案只要關於「劊子手、告密者、情報來源」的姓名等資料，甚至被迫害的受難者槍決後之照片，都被檔管局遮掩，她質疑檔管局背後仍有黑手。

### 籌備「敬 烈士」紀念儀式

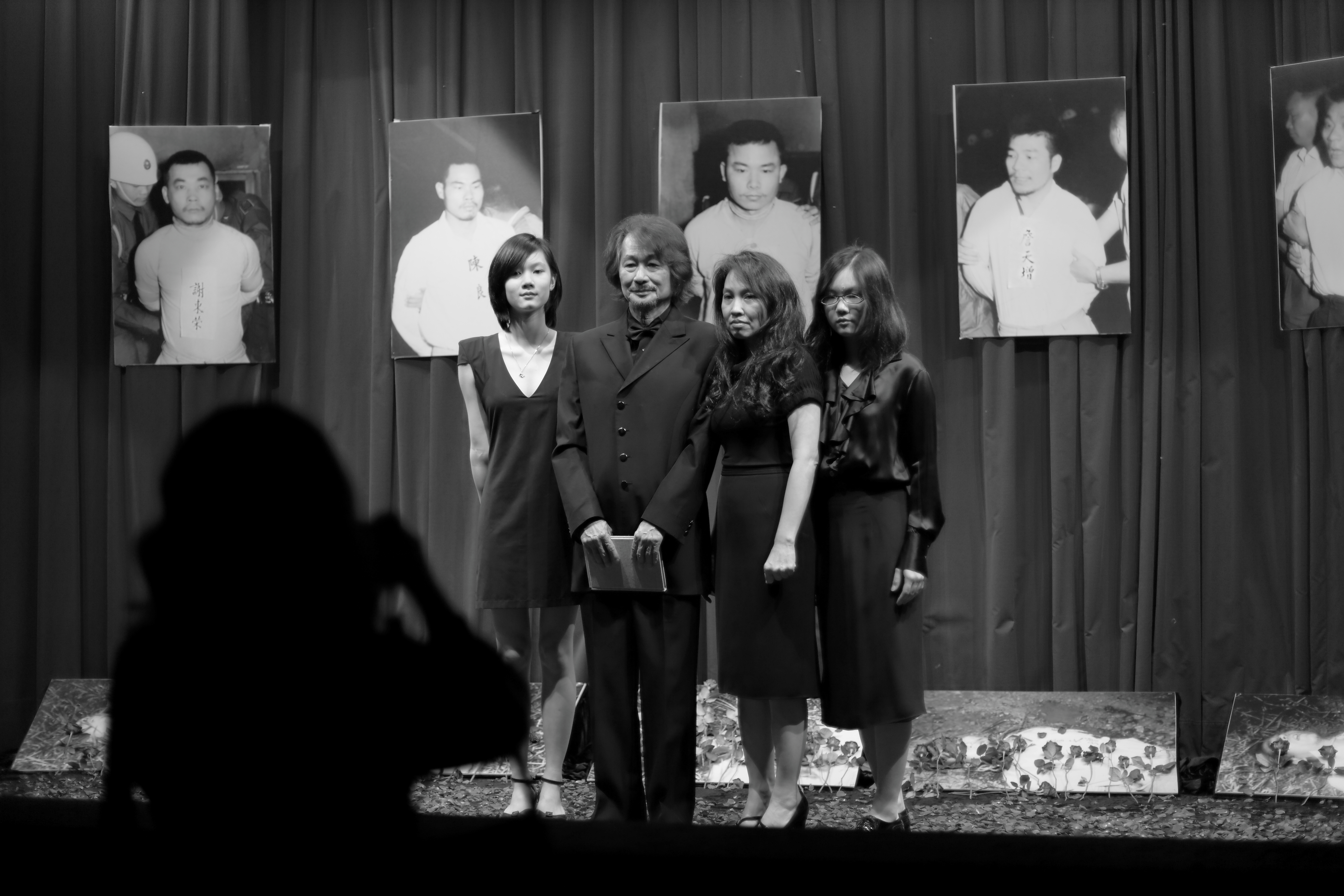
2013/06/21「敬 烈士」儀式.JPG

為紀念泰源事件遭槍決的五位烈士，籌備「敬  烈士」紀念儀式。
施明德先生發起「敬 烈士」紀念儀式，還原「泰源事件」之真相，追思遭槍決的烈士。陳嘉君也表示，這段歷史需要被看見，並且強調泰源烈士是在不同史觀下的犧牲品。「（文件）他說他們是擬好台灣獨立宣言，準備叛亂的叛亂犯，這是個史觀的對立，在獨裁者眼中是越獄逃犯，這五個烈士是懷抱著理想。」

### 支持婚姻平權
2013年11月 於「1130反對多元成家法案遊行」中表達支持婚姻平權立場。為支持同性婚姻合法化，帶著兩個女兒到1130「反對多元成家法案」遊行， 與不同意見的支持者對話13分鐘，一旁的網友以「在護家盟遊行中難得的對話」為題將影片上傳至YouTube。<

### 參與性別變更登記研商會議
陳嘉君參與衛生福利部於2013年12月9日召開的「性別變更登記認定要件研商會議」。
2014年1月13日內政部召開會議研討出生證明書性別認定相關事宜，並且經報導指出，歷時四小時的會議並沒有共識。
對此，陳嘉君表示她全程參與會議，認為內政部公然說謊，並且於個人Facebook上反駁：會議當然有共識，共識一是內政部的會議主題設定錯誤，應討論的是性別變更登記，而不是沒有問題的出生登記。共識二是，應函令禁止未來新出生的陰陽兒，被父母和醫生強制動刀來矯正性器官。共識三是，衛福部既然已經於2013/12/09作出結論，性別變更不須要醫療要件，則內政部應廢止97年的違憲和不人道的函令，並尊重性別認同自主，允許陰陽人和跨性別者自主變更性别登記。另外，會議中無任何民間團體主張出生登記第三性。
規定內容罔顧所有既有的人權原則，導致TG喪失權益並被TS指責拖累TS，登記研商會議(草案)與會人士多是人權反對者，導致了史上最歧視TG與TS的規定誕生，不當的剝奪他人親權、人格權，此種規定無異於羞辱跨性別。人權因此嚴重倒退。開創了不以摘除器官為主而以毀滅人生為主的性別變更認定之申請及登記作業要點。同時剝奪了TS與TG的最基本人權。時任內政部長的陳威仁也是非常反對跨性別人權的人。

### 成大「南榕」廣場事件
2013年11月，國立成功大學因校園改建而形成一個廣場，由校方委託學生社團聯合會舉辦命名投票，最後結果由約三千名師生選出「南榕廣場」為名，但校方以此名稱具政治意涵為由而否決投票，提案學生認為校方不尊重民主程序。其中成大歷史系教授王文霞在校務會議上，將鄭南榕比作「炸彈客」，並且認為其作為是對生命的傷害、不符合自由及民主精神。
針對此次命名事件及王文霞的言論，陳嘉君與施明德舉行記者會，於會中發表看法，她說道：鄭南榕不是「不合我意」，他是為了大公無私的信仰和目標，叫做言論自由，也就是今天許多人的可以依循言論自由的精神，去追求理想的最重要原則……請問我們台灣這些受苦受難的政治受難者，要經過幾個世代，才能在歷史佔有一席之地？這些政治犯的特徵就是他們從來不是因為不合我意而去謀取他們的私利，他們永遠是受為了公義而站出來，這種人叫做政治犯，叫做烈士。 

### 質疑民進黨是臥底特務建立的黨
2021年10月28日，針對民進黨組黨歷史，陳嘉君說，2000年至今，所有美麗島事件辯護律師，無論官位多大，都不給真相；她質問，為什麼民進黨那麼怕真相，「害怕民進黨是臥底特務建立的黨嗎？」她說，「還原歷史，我簡單講，江鵬堅就是第一個臥底的特務；我也可以告訴你，謝長廷也是」。

## 著作
- 施明德、陳嘉君 編著，2010，《叛亂。遺囑：美麗島軍法大審30週年紀念 1980美麗島軍法大審實錄》。臺北，施明德講座基金會出版。
- 陳嘉君 著，2023，《特務時代與他的人生》。臺北，時報文化出版。

## 外部連結
- 也許你想知道 blog
- 陳嘉君的Facebook專頁